# 証意
証意（證意、しょうい、天文6年（1537年） - 元亀2年6月6日（1571年6月28日））は、戦国時代の僧侶。伊勢国長島（現在の三重県桑名市長島町）の願証寺4世。父は3世証恵、母は実淳の娘如栄。子に顕忍。諱を佐玄（佐元）。

## 生涯
天文6年（1537年）に願証寺3世証恵の嫡男として誕生した。永禄4年（1564年）に父証恵の死に伴って28歳の時に願証寺4世の住持となる。永禄6年（1566年）、証如13回忌に際して上洛し本願寺11世法主顕如より改めて正式に願証寺の院家相続を認められた。
元亀元年（1570年）に顕如が織田信長と対立して石山合戦が始まった際には主戦派として下間頼成と連署して近隣国人に蜂起を煽る檄文を飛ばし、同年11月には長島に集った兵を率いて下間頼旦が古木江城を守る織田信興（信長の弟）を攻め立て自害に追い込み、長島一向一揆の戦端を開いた。
自領と目と鼻の先で置きた一揆に信長も翌元亀2年（1571年）2月には5万の兵を率いて長島一向一揆の鎮圧に乗り出したが、輪中地帯に群在する砦を前に有効な攻め手の見出だせない織田軍に対して在地勢力の指揮官が伏兵を用いて反撃し、氏家卜全を討ち取り柴田勝家を負傷させるなど返り討ちにした。（第一次長島侵攻）
しかし、信長の侵攻を防いだ4ヶ月後の元亀2年（1571年）6月6日、証意は急逝する。享年35。証意の急死を受けて跡を11歳の嫡男顕忍が引き継ぐ事となった。